# Azərbaycan Kuboku 2018-2019
La Azərbaycan Kuboku 2018-2019 è stata la 27ª edizione della coppa nazionale azera. La competizione è iniziata il 6 dicembre 2018 con il turno preliminare e si è conclusa con la finale il 19 maggio 2019. Il Qəbələ ha conquistato il trofeo per la prima volta nella sua storia.
Alla competizione partecipano 12 squadre.

## Turno preliminare
| Squadra 1       | Risultato | Squadra 2 |
| --------------- | --------- | --------- |
| 6 dicembre 2018 |           |           |
| Ağsu            | 0 - 3     | Sabah     |
| Kəpəz           | 0 - 4     | Səbail    |
| Qaradağ         | 0 - 4     | Sumqayıt  |
| Olimpik-Şüvəlan | 0 - 3     | Keşlə     |

## Quarti di finale
| Squadra 1                           | Totale | Squadra 2 | Andata | Ritorno |
| ----------------------------------- | ------ | --------- | ------ | ------- |
| 15 dicembre 2018 / 19 dicembre 2018 |        |           |        |         |
| Zirə                                | 4 - 2  | Səbail    | 1 - 0  | 3 - 2   |
| Neftçi Baku                         | 1 - 2  | Sumqayıt  | 0 - 2  | 1 - 0   |
| 16 dicembre 2018 / 20 dicembre 2018 |        |           |        |         |
| Qəbələ                              | 2 - 0  | Sabah     | 1 - 0  | 1 - 0   |
| Qarabağ                             | 2 - 1  | Keşlə     | 1 - 0  | 1 - 1   |

## Semifinali
| Squadra 1                       | Totale      | Squadra 2 | Andata | Ritorno |
| ------------------------------- | ----------- | --------- | ------ | ------- |
| 23 aprile 2019 / 1º maggio 2019 |             |           |        |         |
| Qəbələ                          | 2 - 2 (gfc) | Qarabağ   | 1 - 0  | 1 - 2   |
| Sumqayıt                        | 3 - 3 (gfc) | Zirə      | 0 - 0  | 3 - 3   |

## Finale
| Arbitro: | Məmmədov |

|                   |           |  |
| Joseph-Monrose 3’ | Marcatori |  |